# Olivia Rose Keegan
Olivia Rose Keegan (San Rafael, 22 novembre 1999) è un'attrice statunitense.
È famosa soprattutto per aver interpretato Claire Brady in Il tempo della nostra vita.

## Biografia
Keegan è nata a San Rafael (California) da Kevin e Julie Keegan. Ha una sorella Jessica Keegan.

### Carriera
Keegan è apparsa come ospite nei film Annie Parker e Amnesiac e nelle serie tv A.N.T. Farm - Accademia Nuovi Talenti, Modern Family, Sam & Cat, Enlisted, Growing Up Fisher, Wilfred, I Thunderman, All American, All Rise e Daisy Jones & The Six. La sua svolta nella carriera arriva nel 2015 quando entra nel cast principale della soap opera Il tempo della nostra vita nel ruolo di Claire Brady restando fino al 2020. Uscita dalla soap, entra nel cast della serie tv High School Musical: The Musical: La serie nel ruolo ricorrente di Lily. Nel 2022 interpreta il ruolo da protagonista Duela Dent nella serie televisiva Gotham Knights.

## Filmografia

### Cinema
- Annie Parker, regia di Steven Bernstein (2013)
- Amnesiac, regia di Michael Polish (2015)

### Televisione
- A.N.T. Farm - Accademia Nuovi Talenti (A.N.T. Farm) – serie TV, episodio 2x07 (2012)
- Modern Family – serie TV, episodio 4x17 (2013)
- Sam & Cat (Sam and Cat) – serie TV, episodio 1x10 (2013)
- Enlisted – serie TV, episodio 1x06 (2014)
- Growing Up Fisher – serie TV, episodio 1x06 (2014)
- Wilfred – serie TV, episodio 4x01 (2014)
- I Thunderman (The Thundermans) – serie TV, episodio 2x23 (2015)
- Il tempo della nostra vita (Days of Our Lives) – serial TV, 297 puntate (2015-2020)
- The Bay – serie TV, 4 episodi (2018-2019)
- All American – serie TV, episodio 2x02 (2019)
- High School Musical: The Musical - La serie (High School Musical: The Musical: The Series) – serie TV, 10 episodi (2021-2022)
- All Rise – serie TV, episodio 3x02 (2022)
- Gotham Knights - serie TV, 13 episodi (2023)
- Daisy Jones & The Six -– serie TV, episodi 1x04-1x05 (2023)

## Doppiatrici italiane
Nelle versioni in italiano delle opere in cui ha recitato, Olivia Rose Keegan è stata doppiata da:
- Giulia Franceschetti in High School Musical: The Musical - La serie
- Federica De Bortoli in All Rise